# Bugatti Brescia
Pour les articles homonymes, voir Bugatti (homonymie) et Brescia (homonymie).
La Bugatti Brescia est une voiture de sport du constructeur automobile Bugatti, déclinée en Bugatti Type 13,  22, 23, et 27, à base de moteur 4 cylindres 16 soupapes, conçue par Ettore Bugatti, présentée au salon de l'automobile de Paris 1919, et fabriquée à environ 2 000 exemplaires jusqu'en 1926.

## Histoire
Ces modèles succèdent aux Bugatti Type 15 et Bugatti Type 17 (versions routières des Bugatti Type 13 à moteur 4 cylindres 8 soupapes de 1910) et Bugatti Type 16 et Bugatti Type 18 à moteur 4 cylindres de 5 L 12 soupapes de 1912. Elles sont motorisées avec une version de moteur 4 cylindres 1,3 à 1,5 L de cylindrée 16 soupapes de 40 à 50 ch de Bugatti Type 13 « Brescia » de 1919,,,,. 

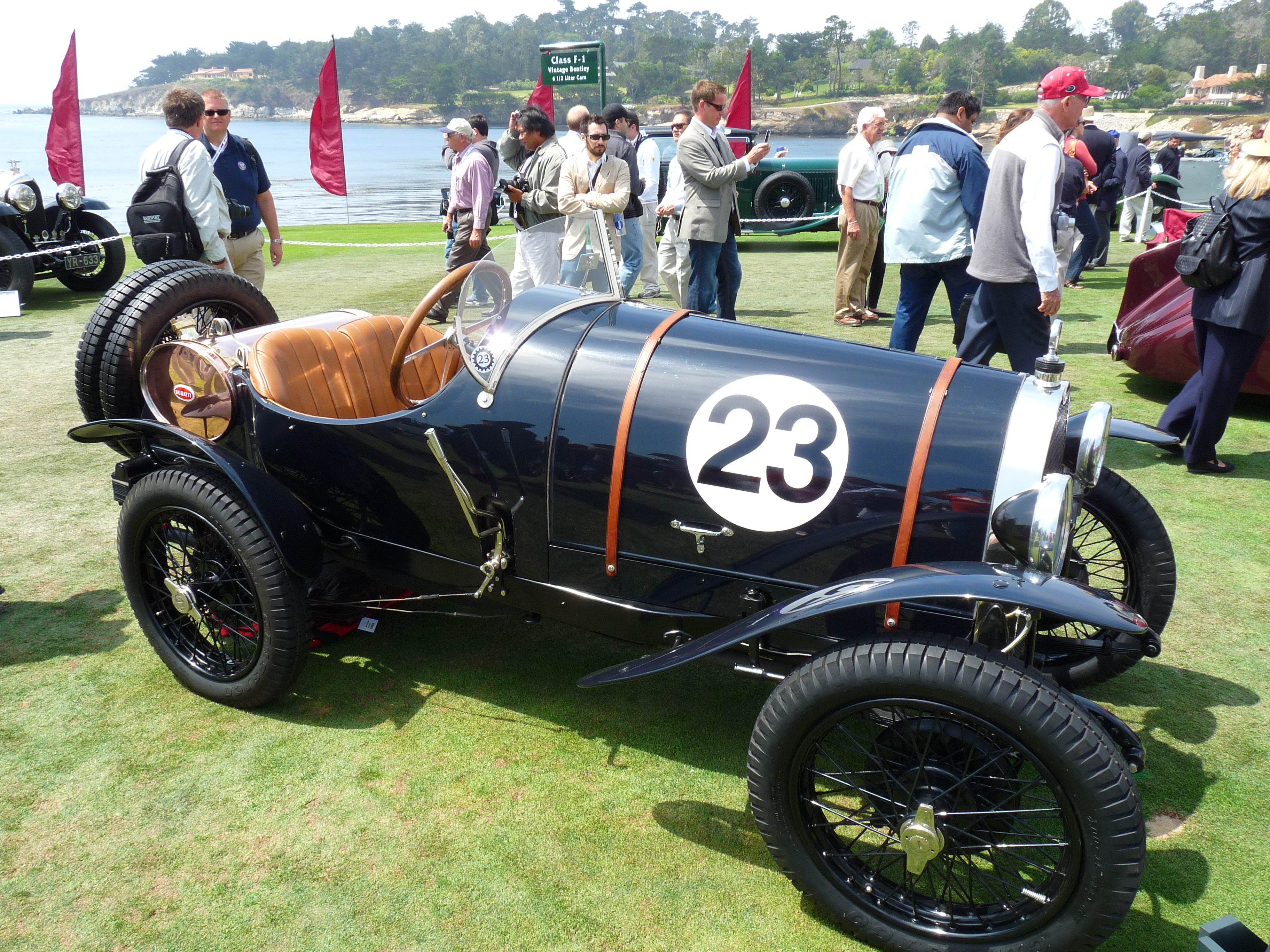
Type 13 Brescia (1920)
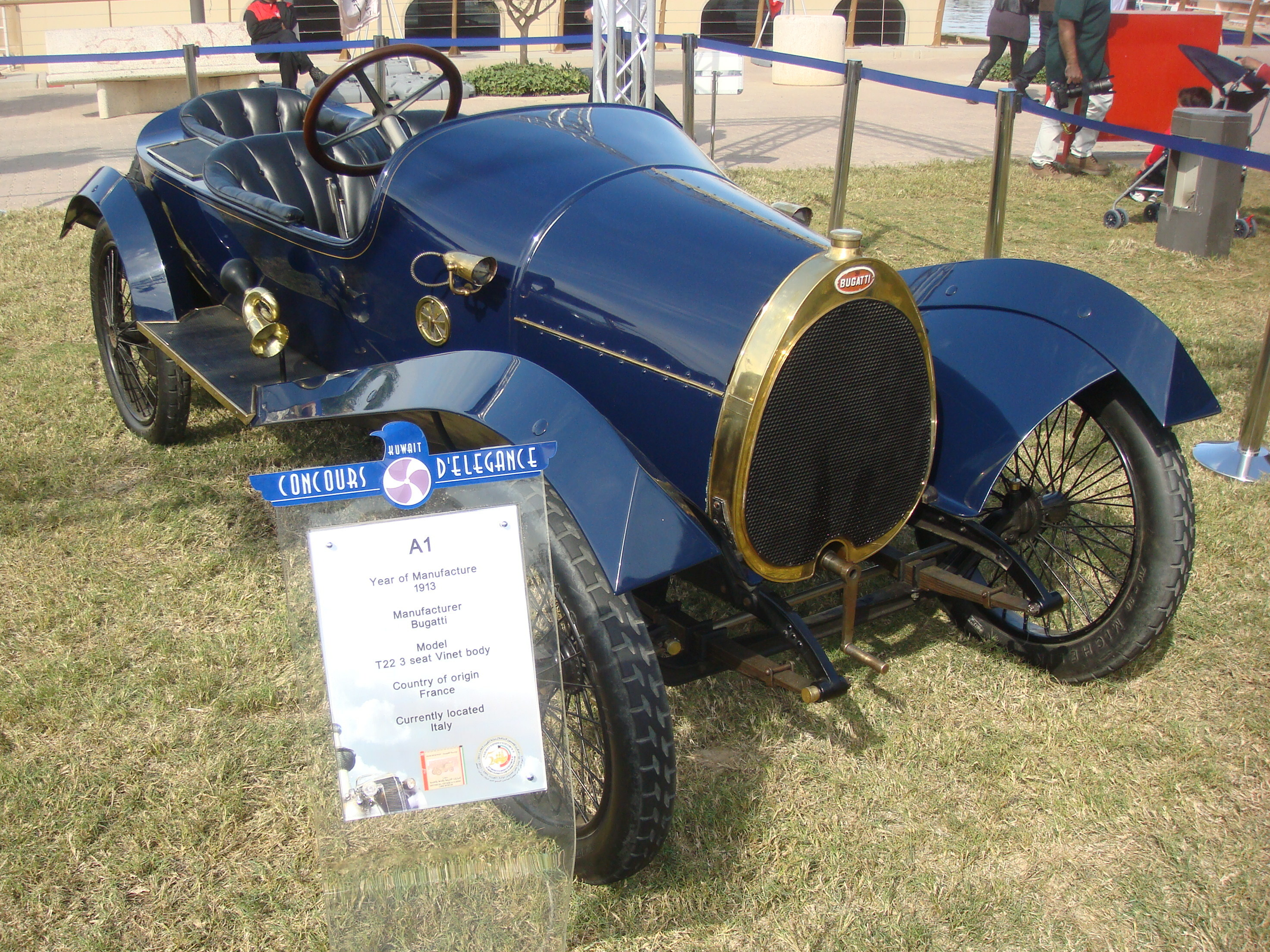
Type 22
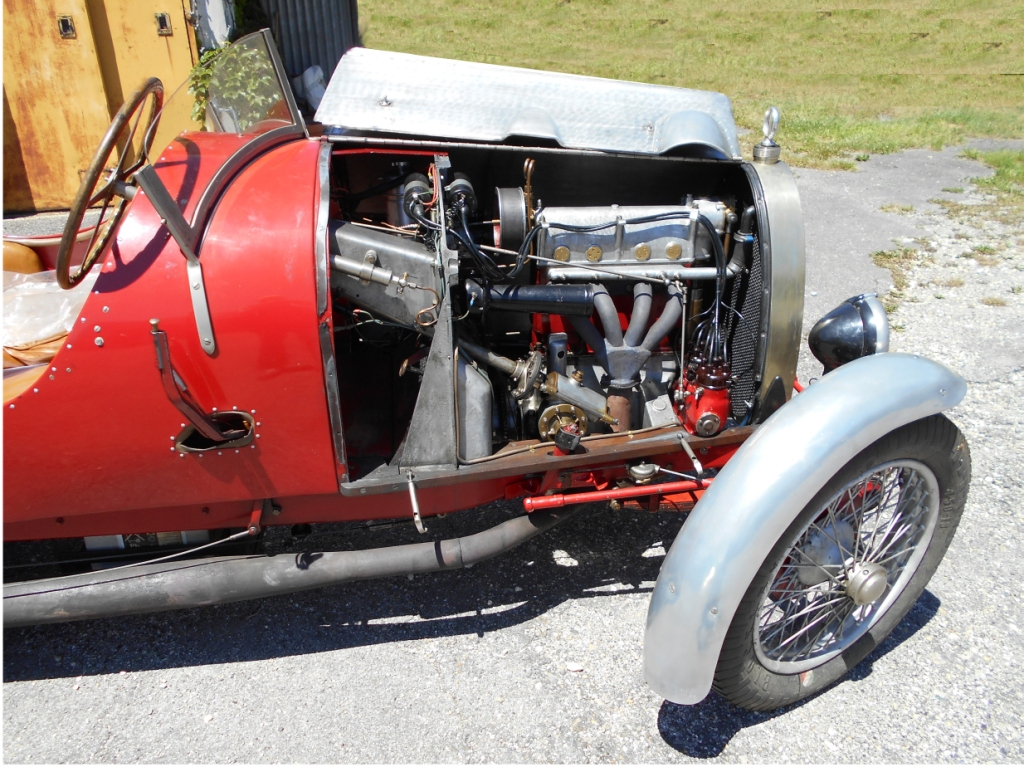
Moteur 4 cylindres 16 soupapes « Brescia »

Ces différents modèles « Brescia » se différencient au niveau de l'empattement du châssis-moteur : 2 m pour la Type 13, 2,40 m pour la Type 22, et 2,55 m pour la Type 23,. Une variante Type 27 de 2 ou 4 places de 1922 est motorisée avec un moteur de 50 à 60 ch .

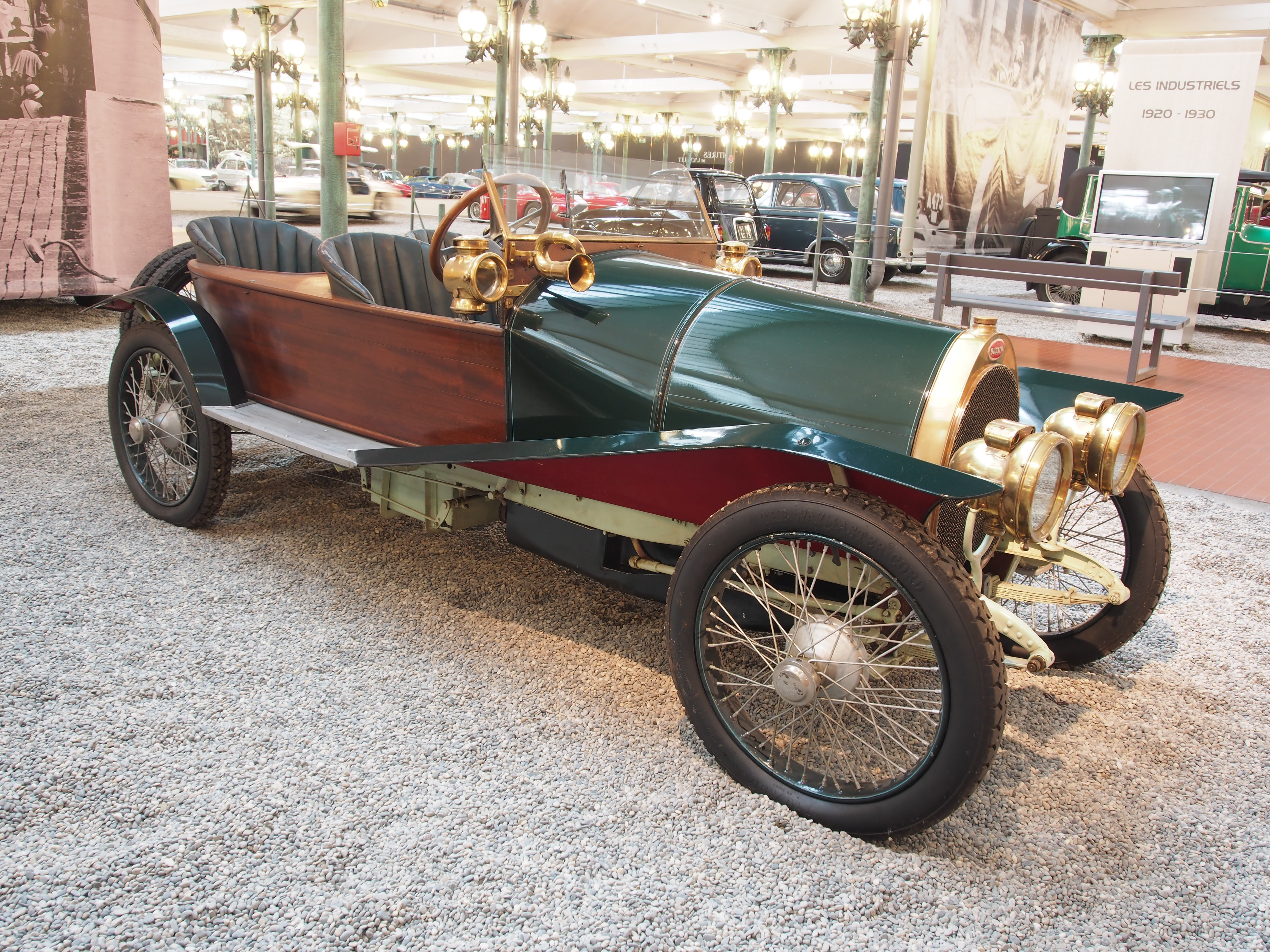
Type 23 Torpédo Skiff Labourdette (1920)
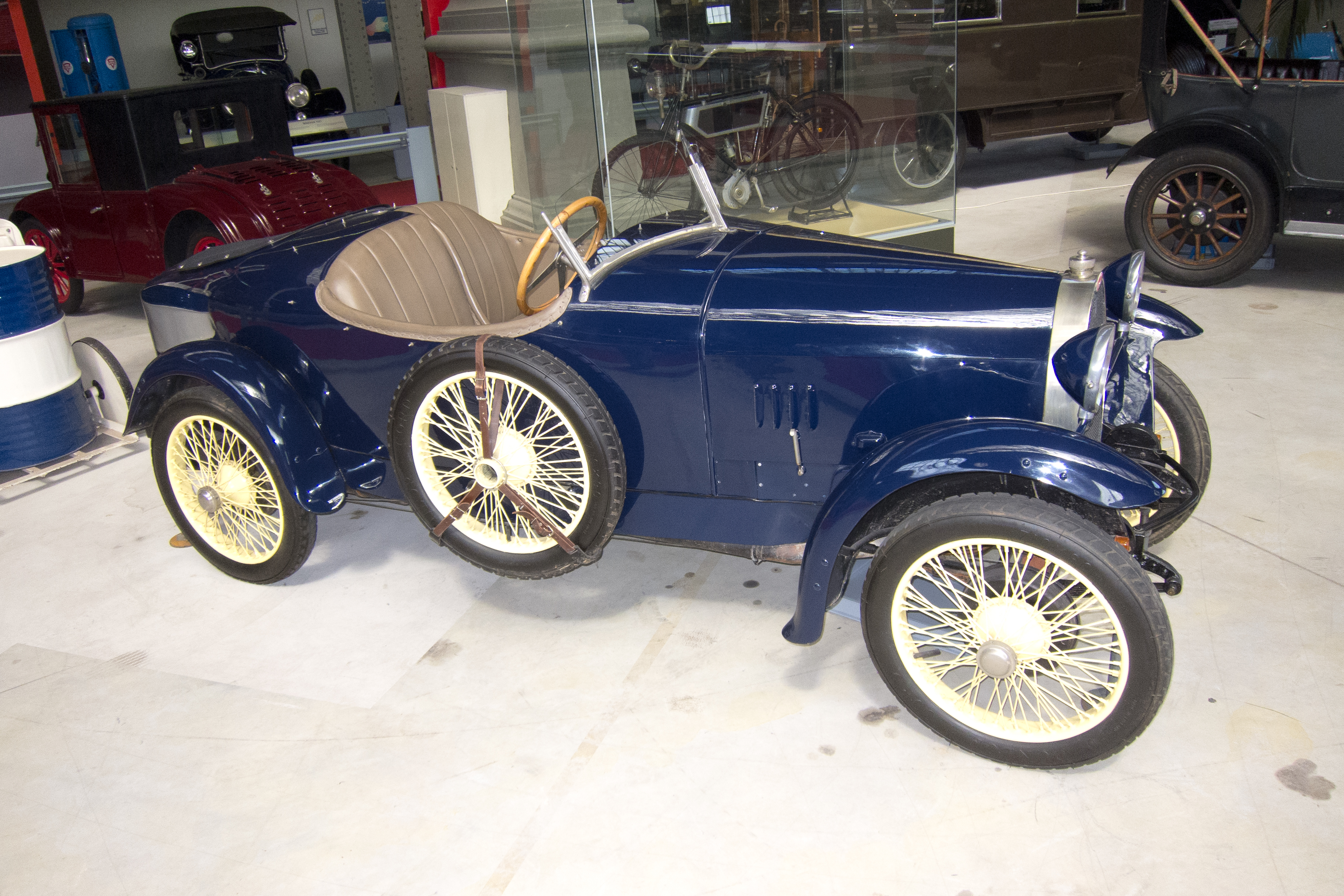
Type 23 (1921)
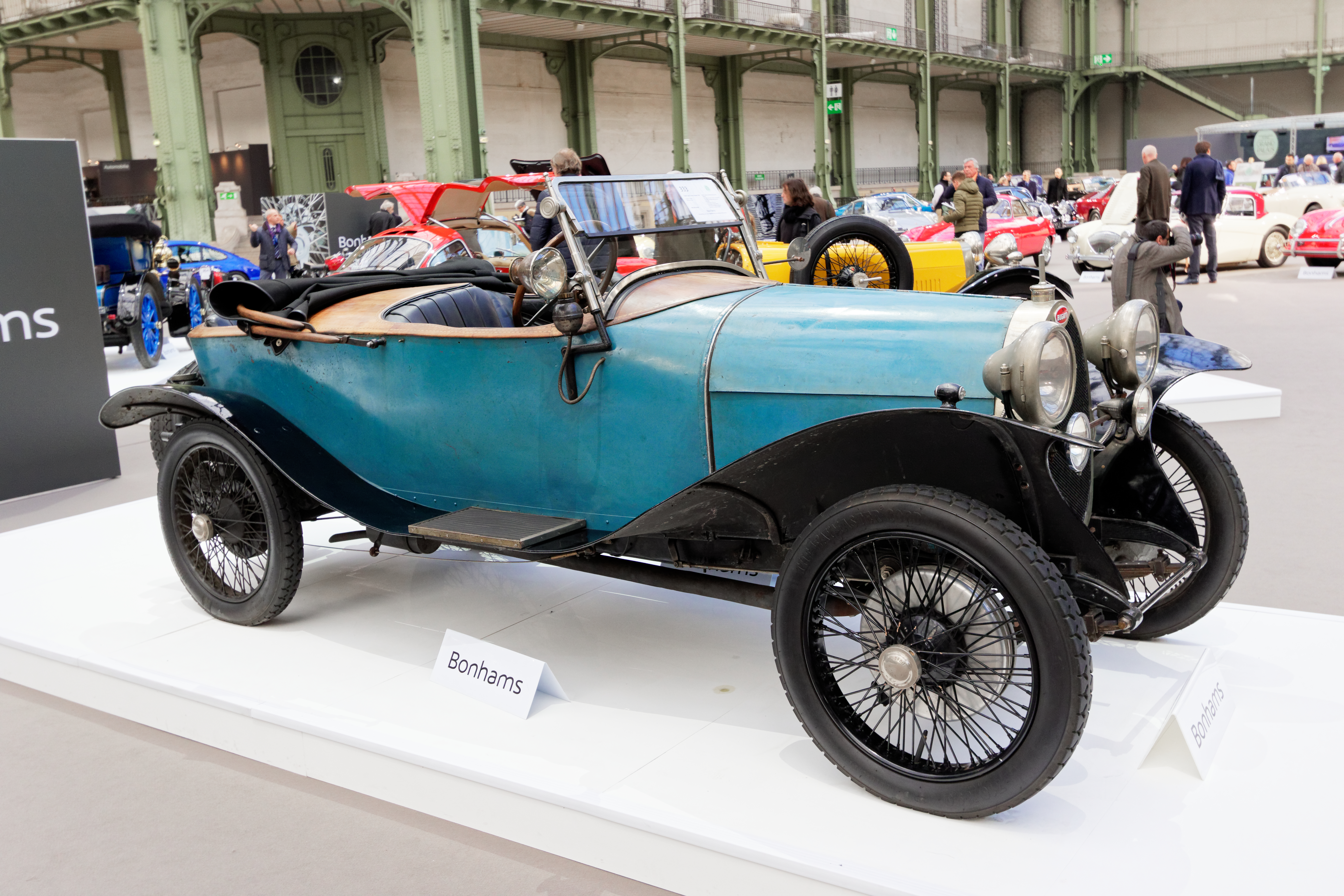
Type 27 (1923)

La Bugatti Type 37 lui succède en 1926, avec un moteur 4 cylindres en ligne 1,5 L 12 soupapes (3 soupapes par cylindre) de 60 et 90 ch (décliné des Bugatti Type 35 à moteurs 8 cylindres de 1924) avec version Bugatti Type 40 4 cylindres routière bridée à 45 ch.

## Compétition
Les Bugatti « Brescia » remportent de nombreuses compétitions catégorie 1,5 L de l’époque. Le pilote Buggati Ernest Friderich remporte la coupe des Voiturettes du Mans 1920 avec une Bugatti Type 13 à moteur 4 cylindres 1,5 L 16 soupapes. Elle est surnommée « Brescia » (avec toutes les versions 4 cylindres 16 soupapes suivantes de la marque) après sa victoire internationale retentissante aux quatre premières places (dans sa catégorie) du premier Grand Prix automobile d'Italie 1921 de Brescia,.

## Anecdote
Une épave sous marine de Bugatti Type 22 Brescia de 1925 (châssis no 2461) du pilote français René Dreyfus est sortie de l'eau en 2009, après 70 ans passé par 53 m de profondeur du lac Majeur près de Milan à la frontière suisse-italienne. Elle est acquise aux enchères pour 260 000 € durant le salon Rétromobile de Paris 2010, par la collection Peter Mullin d'Oxnard en Californie, pour la conserver et l'exposer depuis « dans son état initial d'épave sous marine »,.